# Gipf-Oberfrick
Gipf-Oberfrick är en ort och kommun i distriktet Laufenburg i kantonen Aargau, Schweiz. Kommunen har 3 878 invånare (2023).
Orten Gipf-Oberfrick består av de båda sammanvuxna byarna Gipf och Oberfrick.